# Гамма Геркулеса
Гамма Геркулеса (лат. γ Herculis), 20 Геркулеса (лат. 20 Herculis), HD 147547 — кратная звезда в созвездии Геркулеса на расстоянии приблизительно 177 световых лет (около 54,2 парсек) от Солнца. Возраст звезды определён как около 500 млн лет.

## Характеристики
Первый компонент (HD 147547) — жёлто-белая пульсирующая полуправильная переменная звезда типа SRD (SRD:) спектрального класса A9IIIbn, или A9III, или F0III, или F0. Видимая звёздная величина звезды — от +4,11m до +4,02m. Масса — около 2,548 солнечной, радиус — около 5,661 солнечного, светимость — около 78,9 солнечной. Эффективная температура — около 7324 K.
Второй компонент — коричневый карлик. Масса — около 43,83 юпитерианской. Удалён в среднем на 2,043 а.е..
Третий компонент (BD+19 3085) — оранжевый гигант спектрального класса K. Видимая звёздная величина звезды — +9,8m. Радиус — около 10,36 солнечного, светимость — около 50,97 солнечной. Эффективная температура — около 4791 K. Удалён на 41,6 угловой секунды.
Четвёртый компонент (UCAC4 546-058098) — жёлтый карлик спектрального класса G. Видимая звёздная величина звезды — +12,2m. Радиус — около 1,28 солнечного, светимость — около 1,642 солнечной. Эффективная температура — около 5766 K. Удалён от второго компонента на 84,7 угловой секунды.
Пятый компонент (SDSS J162155.23+190903.0) — оранжевая звезда спектрального класса K. Видимая звёздная величина звезды — +8,08m. Масса — около 0,46 солнечной. Эффективная температура — около 4324 K. Удалён на 8,4 угловой секунды (491,8 а.е.).